# Marpissa nemoralis
Marpissa nemoralis är en spindelart som beskrevs av Arthur Urquhart 1892. Marpissa nemoralis ingår i släktet Marpissa och familjen hoppspindlar. Inga underarter finns listade i Catalogue of Life.